# آبشار راک چاپل
آبشار راک چاپل (به انگلیسی: Rock Chapel Falls) آبشاری است که در همیلتون (انتاریو)، کانادا واقع شده و ارتفاع کلی ریزشگاه آن ۸ متر (۲۶ فوت) است.